# 黃文炳 (萬曆進士)
黃文炳（？—？），字懋新，號肖源，福建泉州府同安縣人，軍籍，明朝政治人物。善書能詩。

## 生平
萬曆元年（1573年）癸酉科福建鄉試第十五名，萬曆五年（1577年）丁丑科會試第七十三名，登三甲第四十一名進士。授东阳县知县，擢南京户部主事，榷淮安鈔关，前辈同郡進士陳琛曾任职于此，文炳將署衙大堂改称为“仰止堂”，以此纪念。十七年四月由貴州按察司副使升陝西苑馬寺卿兼僉事、分巡平涼。本年降任平樂府知府，修县志，置驛馬，復餘田，民甚德之。二十二年十月升廣西副使，本年丁憂歸。二十五年起補雲南副使，署督學事，被矿使所诬劾，獨蒙温旨，且诏矿使不要生事。二十九年六月升陕西行太僕寺卿兼佥事，再次贬官。歷升户部郎中，三十五年七月升云南腾冲兵备副使，四十年五月升贵州參政，录平滇寇功，升本省按察使，四十六年十二月考察去職。天啓元年（1621年）十一月起升廣西右布政使。

## 家族
曾祖黃琛；祖父黃軫；父黃懷。母曾氏。具慶下。弟黄文炤，人称季弢先生、黄布衣。